# Mohamed Hammad
Mohamed Miskin Hammad (arabisch محمد حماد; * 11. Juli 1963 in Babanusa) ist ein ehemaliger sudanesischer Boxer.
Er trat bei den Olympischen Sommerspielen 1988 in Seoul an. Im Superschwergewichtsturnier 1988 kam er auf Rang 9.